# AG Weser
Deschimag AG Weser – niemiecka stocznia okrętowa powstała w 1843 roku. W roku 1926 została połączona z kilkoma innymi stoczniami, tworząc w ten sposób Deutsche Schiff- und Maschinenbau (Deschimag), w której zajęła kluczową pozycję. Stocznia AG Weser odegrała także kluczową rolę w niemieckiej produkcji okrętowej w trakcie I i II wojny światowej. Jej rola w niemieckiej gospodarce wojennej spowodowała zniszczenie stoczni w wyniku nalotów ciężkiego lotnictwa aliantów zachodnich. W 1949 roku przedsiębiorstwo zostało restytuowane, jednak w 1983 roku zamknięto je z powodu bankructwa.